# Вулиця Миколи Карпенка (Тернопіль)
Вулиця Миколи Карпенка — вулиця у житловому масиві «Дружба» міста Тернополя. Починається із роздоріжжя з вулицями Винниченка і Будного та продовжується вулицею Миру біля входу у парк «Сопільче». Будинки на лівій частині вулиці зведені у 60-их роках, права частина вулиці розбудовувалася поступово. Довжина вулиці — близько 580 м.

## Дотичні вулиці
Правобічні: Провулок Цегельний.

## Установи
- Продуктовий магазин «АТБ» (Вулиця Карпенка, 1);
- Продуктовий магазин «Остер» (Вулиця Карпенка, 22А);
- Аптека «Подорожник» (Вулиця Карпенка, 1)
- Аптека «D.S.» (Вулиця Карпенка, 10)

## Транспорт
На вулиці розташовані дві зупинки громадського транспорту:
- Вулиця Миколи Карпенка (до центру) - автобусні маршрути №1, 12, 16, 35, 42, тролейбусний маршрут №3.
- Вулиця Карпенка (до вулиці Будного) - автобусний маршрут №31.